# Beholder (jeu vidéo)
Pour les articles homonymes, voir Beholder.
Beholder est un jeu vidéo traitant de la vie dans un État totalitaire. Le jeu a été conçu par le studio Warm Lamp Games et publié par Alawar (en). Il a pour suite Beholder 2.

## Histoire
Beholder est inspiré des œuvres dystopiques de George Orwell, Aldous Huxley et Ray Bradbury.
Le personnage principal, Carl, est un propriétaire d'immeuble installé par le gouvernement d'un État totalitaire. L'État donne l'ordre à Carl d'espionner les locataires. La principale tâche est de les surveiller et d'écouter leurs conversations. Le joueur peut placer des caméras et des microphones dans les appartements pendant que les locataires n'y sont pas, fouiller leurs possessions afin de trouver tout ce qui pourrait remettre en cause l'autorité de l'État et les profiler.
L'État exige du joueur la dénonciation de toute personne capable de violer la loi ou d'avoir des activités contre les autorités. Cependant, le jeu offre au joueur la possibilité de suivre les ordres du gouvernement, de se ranger du côté des gens qui souffrent ou même de demeurer opportuniste et ne pas choisir de camp.
Chaque personnage du jeu a sa propre personnalité, ses spécificités et ses soucis. Chaque décision que le joueur prend affecte le déroulement de l'histoire. Le jeu a plusieurs fins, chacune étant une conséquence de la somme des décisions prises par le joueur.

## Accueil

### Critique

#### Récompenses
Beholder a été nommé et a gagné plusieurs prix :
- Excellence dans le design de jeu et Meilleur jeu indépendant à la Conférence Minsk DevGAMM 2016[5].
- Meilleur jeu d'aventure pour IGN Russie[6].
- Gagnant dans la catégorie divertissement au GDWC, 2016.
- Best in Play à la Game Developer Conference, GDC Play 2017.
- Jeu le plus créatif et original, Meilleur jeu indépendant à Game Connection America, 2017.

## Court-métrage
Les réalisateurs russes Nikita Ordynski et Liliya Tkach ont réalisé un court-métrage en prise de vues réelles pour Beholder, avec l'acteur russe Ievgueni Stytchkine (ru) jouant le rôle de Carl. Le film a été publié sur la plateforme YouTube le 1er février 2019.